# Yamaha FJR 1300
La FJR 1300 est un modèle de moto produit par le constructeur japonais Yamaha.
La FJR 1300 apparaît en 2001, remplaçant la 1000 GTS.

## Une vraie GT à caractère sportif
La question du remplacement de la 1000 GTS, posa quelques soucis aux ingénieurs de Yamaha après son relatif échec : le marché européen est particulièrement exigeant et complexe entre les autoroutes allemandes à la vitesse illimitée et la France qui bride ses motos à 106 chevaux.
Les motos destinées à ce marché sont plus ou moins divisées en deux catégories :
- les GT, motos lourdes et au comportement moteur fade, mais confortables, aptes aux longs trajets, équipées d'une transmission par arbre et de multiples rangements (BMW K 75, R 100 RT, R 1150 RT, Honda ST Pan-European, Deauville, etc.) ;
- les sports-GT, motos réactives et légères, mais moins protectrices, équipées de chaînes, et assez avares en rangements (Ducati ST3, Triumph Sprint ST, Suzuki GSX1300R Hayabusa, etc.).

Les ingénieurs de la marque aux trois diapasons ont donc décidé de concevoir une moto qui serait agréable pour son pilote tout en ayant un caractère sportif.
Présentée en 2001, la FJR 1300 rassemble tous ces éléments : un moteur de 1 300 cm3 (entièrement nouveau) alimenté par injection, développant 143,5 ch en version libre (106 ch pour les modèles destinés au marché français) et 13,7 kg m de couple (11,8 kg m pour les modèles français), équipée d'une transmission par arbre, d'échappements catalysés, d'une bulle réglable de série et de valises (en série à partir de 2005). La position de conduite est celle d'une GT, naturelle et sans appuis sur les poignets. La boîte de vitesses comporte cinq rapports et le moteur est disponible à tous les régimes avec une consommation moyenne voisine de 7 l/100 km. Seul le système anti-blocage des roues (ABS) manquait au tableau. Cette lacune fut comblée avec le millésime 2003.
La FJR a donc créé un nouveau segment, dans lequel BMW a répliqué en 2004 avec la K 1200 GT, qui reprend les caractéristiques de la FJR (gros moteur, protection, etc.).

## Innovations

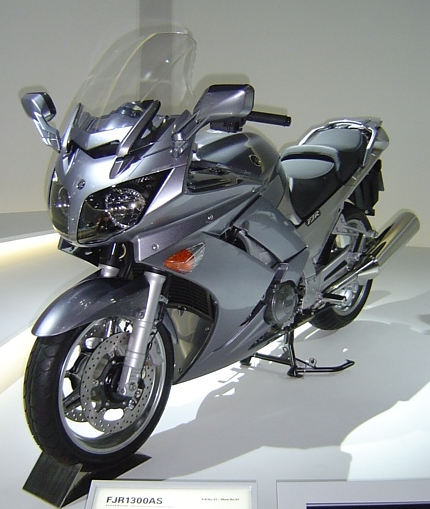
FJR 1300 AS (dépourvue de levier d'embrayage).

La première refonte de la FJR intervient en 2003 : elle se voit équipée en option d'un ABS et de disques avant plus grands, d'un transpondeur antivol, d'une boîte de rangement dans la partie gauche de la tête de fourche. Le dessin du carénage évolue un peu avec l'intégration des clignotants avant et de nouveaux coloris.
En 2006, deuxième refonte plus poussée du modèle. La FJR standard se voit rejointe par une version appelée « AS ». La principale évolution concerne l'adoption d'un embrayage électronique YCC-S (Yamaha Chip Controlled Shift). Le levier est supprimé et le changement de rapport se fait, soit au moyen d'une gâchette au commodo gauche, soit classiquement avec le sélecteur. Ce système apporte une souplesse d'utilisation, mais alourdit la moto de 4 kg. L'ajout d'une dent sur un pignon en sortie de boîte lui permet de « tirer » un peu plus long (2,7 %). Le dessin du carénage évolue de façon significative ainsi que les coloris : les rétroviseurs deviennent plus imposants mais sont dorénavant de la couleur du carénage. La partie arrière n'est pas en reste, selle et dessin du carénage changent pour un look plus agressif. Le tableau de bord change complètement et devient plus complet, plus lisible. Le guidon est réglable d'avant en arrière.
Côté protection, le dessin et la cinématique de la bulle évoluent afin de réduire les bruits aérodynamiques et la poussée dans le dos. Désormais, elle peut monter de 12 cm. Les valises et l'ABS deviennent de série.
Enfin, l'ABS est épaulé par le système UBS (Unified Brake System). Ce dernier est un freinage couplé géré par la centrale de freinage. Lors de l'appui sur la pédale de frein, jusqu'à une pression de l'ordre de 30 %, seule la roue arrière est freinée, deux plaquettes de l'étrier avant droit sont approchées des disques pour préparer le freinage. Au-delà de 30 %, les plaquettes exercent une pression sur le disque. Ce procédé permet de bien asseoir la moto en limitant le transfert des masses lors des freinages.
Depuis le millésime 2007, sur les deux versions, les poignées chauffantes sont de série. Il n'y a aucune évolution significative entre les modèles 2006 et 2007. Les coloris bicolores se généralisent et apportent un look plus typé sport à la machine.
À noter que fin 2006, de nombreuses FJR (ainsi que d'autres modèles à injection de Yamaha) ont été rappelées par les importateurs européens, afin de procéder à l'échange d'un capteur défaillant (capteur TPS).
En 2008, des évolutions sont apportées. La commande de rampe d'injection et le calculateur sont nouveaux pour plus de souplesse à bas régime. Côté freinage, un nouvel ABS est installé. Ce dernier ne fonctionne plus uniquement en mode on-off mais comporte en plus un état qui maintient la pression dans le circuit freinage. La bulle est plus résistante aux rayures que sur le modèle 2007.

## Modèles de l'administration

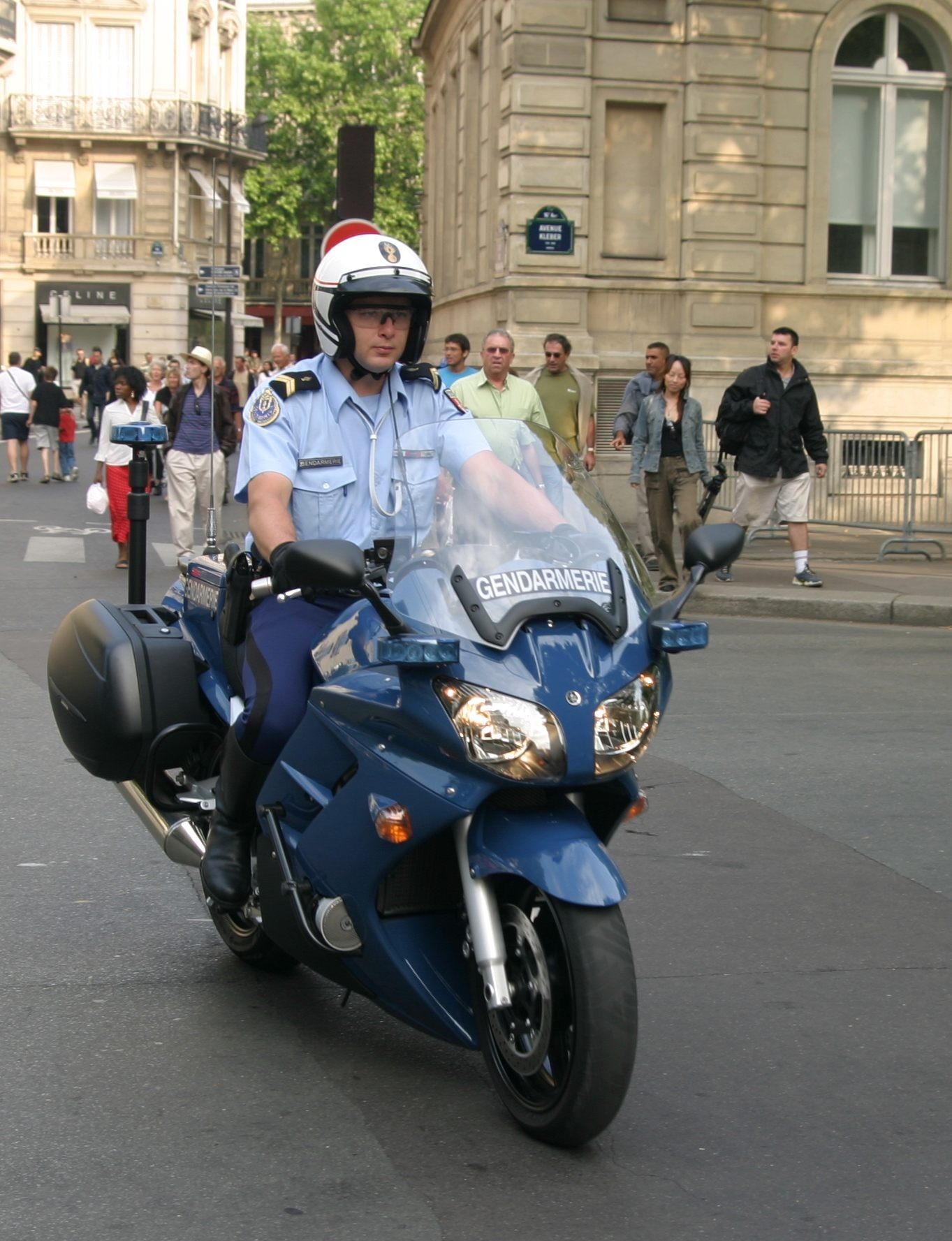
La FJR 1300 équipe notamment la gendarmerie nationale et la police nationale.

La FJR 1300 gagne de nombreuses parts de marché dans les administrations qui sont séduites par les performances du moteur et surtout par les tarifs proposés par Yamaha par rapport au leader de ce marché, BMW.
- France : depuis 2005, cette moto équipe les administrations (Gendarmerie, Police Nationale, Douanes). Quelques modifications ont été apportées : bulle plus large, guidons rehaussés, selle monoplace. Conformément à la réglementation en vigueur en France, elles sont bridées à 100 chevaux. L'appel d'offres a été établi pour une commande entre 600 et 1 800 motos.

Elle équipe aussi certaines sociétés de guidage de convoi exceptionnel.
- Suisse : depuis 2005, quelques unités de police, dont la Brigade de Sécurité Routière de la Gendarmerie du canton de Genève, en sont dotées.
- Allemagne : depuis 2006, elle équipe certaines unités de la Polizei.
- Belgique : depuis 2006, elle équipe les unités de la police de la route et des polices locales ; à partir de 2007, elle remplacera les BMW de l'Escorte Royale.
- Pays-Bas : depuis 2006, elle équipe le RAVU (équivalent du SAMU français) pour les interventions médicalisées d'urgence. En essai pour la Police.
- Royaume-Uni : à l'essai depuis 2007.